# Грассер, Элизабет
Элизабет Грассер (нем. Elisabeth Grasser, 7 мая 1904 — 14 августа 2002) — австрийская фехтовальщица-рапиристка, призёрка чемпионатов мира.

## Биография
Родилась в 1904 году. В 1932 году стала серебряной призёркой Международного первенства по фехтованию в Копенгагене. В 1933 году завоевала бронзовую медаль Международного первенства по фехтованию в Будапеште. В 1935 году стала обладательницей серебряной медали Международного первенства по фехтованию в Лозанне. В 1936 году завоевала бронзовую медаль Международного первенства по фехтованию в Сан-Ремо, но на Олимпийских играх в Берлине заняла лишь 8-е место.
В 1937 году Международная федерация фехтования задним числом признала чемпионатами мира все прошедшие ранее Международные первенства по фехтованию.